# Bernd Lamprecht
Bernd Lamprecht (* 24. Juli 1976 in Innsbruck) ist ein österreichischer Lungenfacharzt und Experte für COVID-19, der seit 2013 als Leiter der Abteilung für Innere Medizin mit Schwerpunkt Pneumologie am Kepler Universitätsklinikum in Linz, Österreich, tätig ist. Seit Februar 2022 hat er den Lehrstuhl für Innere Medizin mit Schwerpunkt Pneumologie inne, seit 2023 ist er Dekan für Lehre und Studierende der Medizinischen Fakultät der JKU.

## Leben
Bernd Lamprecht wurde in Innsbruck geboren, verbrachte seine Kindheit aber in Kärnten in Kötschach-Mauthen. Nach Lamprechts Matura im Jahr 1995 am BORG Lienz, studierte und promovierte er 2002 an der Leopold-Franzens Universität Innsbruck. Seine Dissertation handelt von der idiopathischen thrombozytopenischen Purpura. Im Zeitraum von 2006 bis 2009 absolvierte er seine Ausbildung zum Facharzt für Innere Medizin und Pneumologie an der Universitätsklinik für Pneumologie in Salzburg und habilitierte im Sonderfach Pneumologie an der Paracelsus Medizinischen Privatuniversität im Jahr 2012.  Fellowships und Forschungsaufenthalte führten ihn unter anderem in die USA und nach Spanien.
Seit 2013 leitet Bernd Lamprecht die Universitätsklinik für Innere Medizin mit Schwerpunkt Pneumologie am Kepler Universitätsklinikum in Linz. Seit 2015 ist er zudem wissenschaftlicher Leiter der Pneumologischen Rehabilitation der Rehaklinik Enns und steuert dort die Rehamaßnahmen.
Im Jahr 2019 nahm er die Stelle des stellvertretenden Studiendekans der Medizinischen Fakultät der Johannes Kepler Universität Linz (JKU) an. Im Februar 2022 erhielt Lamprecht die Professur für den Lehrstuhl für Innere Medizin mit Schwerpunkt Pneumologie ebendort, seit Oktober 2023 ist Lamprecht Dekan für Lehre und Studierende der Medizinischen Fakultät der JKU.
Zusätzlich ist Bernd Lamprecht in zahlreichen weiteren Institutionen aktiv; so ist er unter anderem Vorstandsmitglied der Krebshilfe OÖ, Mitglied des Obersten Sanitätsrats im Bundesministerium für Gesundheit, Vorstandsmitglied sowie stellvertretender Kurienobmann und Primarärzte-Vertreter der OÖ-Ärztekammer und Vorstandsmitglied der Austrian Lung Cancer Study Group.
Neben seiner Haupttätigkeit besitzt Lamprecht einige Zusatzqualifikationen: 2013 absolvierte er den Universitätslehrgang „Krankenhausleitung f. medizinische Führungskräfte“ an der Donau-Universität Krems. Seit 2017 ist Bernd Lamprecht als allgemein beeideter und gerichtlich zertifizierter Sachverständiger für Lungenkrankheiten tätig. 2022 absolvierte er das Spezialisierungsdiplom für Allergologie.
Lamprecht ist seit 2002 verheiratet und Vater von zwei Söhnen. In seiner Freizeit ist Lamprecht sportlich aktiv; wandert und fährt Ski.

## Arbeits- und Forschungsschwerpunkte
Lamprecht leitet eine Forschungsgruppe mit den Schwerpunkten COPD, Lungenkarzinom, Lungenfibrose und schweres Asthma und ist in internationalen Kooperationen aktiv. 
Als Präsident der Österreichischen Gesellschaft für Pneumologie setzt sich Lamprecht für die Verbesserung der Lungenkrebsvorsorge und Früherkennung in Österreich ein. Er betont die Bedeutung regelmäßiger niedrig dosierter CT-Scans zur frühzeitigen Erkennung von Lungenkrebs und zur Identifizierung anderer schwerwiegender, symptomfreier Lungenzustände. Sein Ziel ist es, ein umfassendes Screening- und Früherkennungsprogramm in Österreich zu etablieren, um die pneumologische Gesundheit zu verbessern. Diese flächendeckende Umsetzung erfordert seiner Meinung nach einen interdisziplinären Diskurs.
Lamprecht wurde für seine fachliche Expertise und seine Fähigkeit, komplexe medizinische Sachverhalte klar und verständlich zu vermitteln, österreichweit als Corona-Experte bekannt. Er engagiert sich zudem für die Verbesserung der Gesundheitskompetenz der Bevölkerung und betont die Bedeutung von Präventivmaßnahmen und Eigenverantwortung für die Lungengesundheit. 

## Auszeichnungen
2020 war Lamprecht einer der Nominierten für die Auszeichnung "Österreicher des Jahres". 2021 erhielt Lamprecht sowohl den Erwin-Wenzl-Preis als Auszeichnung des Landes Oberösterreich für sein „Lebenswerk“, als auch den Mostdipf-Preis der Oberösterreichischen Nachrichten.

## Mitgliedschaften
- American Thoracic Society (ATS)
- European Respiratory Society (ERS)
- Österreichische Gesellschaft für Pneumologie (ÖGP)
- Medizinische Gesellschaft Oberösterreichs (MedGes OÖ)